# The White Shadow
The White Shadow (Verleihtitel in den Vereinigten Staaten: White Shadows) ist ein britisches Filmdrama aus dem Jahr 1924. Der auf Michael Mortons Roman Children of Chance basierende Stummfilm gilt als der älteste zumindest teilweise erhaltene Film, bei dem Alfred Hitchcock mitgearbeitet hatte. Er unterstützte hier Regisseur Graham Cutts als Regieassistent, Drehbuchautor, Filmeditor und Szenenbildner.

## Inhalt
Die erhaltenen, etwa 40 Minuten langen Fragmente des Films wurden erst im Jahr 2011 wiederentdeckt und wurden von neuseeländischen Archiven restauriert. Erzählt wird die Geschichte zweier Zwillingsschwestern, von denen die eine böse und die andere gut ist.
Nancy Brent kehrt nach einem Internatsaufenthalt in Paris mit der Fähre nach England zurück. An Bord freundet sie sich mit dem US-amerikanischen Studenten Robin Field an, der seinen Urlaub in Europa verbracht hat. Nancy lädt Robin ein, sie in Devon zu besuchen.
Die Rückkehr ins elterliche Haus in Devon ist für Nancys Eltern und ihre Zwillingsschwester Georgina eine freudige Überraschung. Schnell wird deutlich, dass vor allem der Vater seine Lieblingstochter vermisst hat. Auch Robin ist in Devon. An einer Brücke trifft er Georgina, die er fälschlicherweise für Nancy hält und küsst, sich allerdings auch über ihre zurückhaltende Art wundert. Als Nancy davon erfährt, arrangiert sie in den kommenden Tagen ein Treffen zwischen Robin und Georgina im nahegelegenen Dorf, das sie heimlich beobachtet. Die Verwirrung, die sie bei ihrer Zwillingsschwester und dem amerikanischen Studenten stiftet, amüsiert sie sehr.
Unterdessen wachsen die Spannungen im elterlichen Haus. Nancys Vater hat von Robins Annäherungsversuchen erfahren. Er stellt seine Tochter zur Rede. Es kommt zum erbitterten Streit, in dessen Verlauf Nancy äußert, sie wünsche sich, dass der Vater sich beim Reiten das Genick breche. Als das Pferd, mit dem der Vater reiten möchte, mehrmals den Sprung über einen Zaun verweigert, zwingt Nancy den Vater abzusteigen, sitzt selbst auf, meistert den Sprung über den Zaun und reitet wutentbrannt aus. Nach ihrer Rückkehr nach Hause entschließt sie sich, die Familie zu verlassen. Sie teilt ihren Entschluss ihrer Schwester Georgina in einem Brief mit.
Der Vater hat sich an dem Abend im Pub im Dorf aus Kummer betrunken. Bei seiner Rückkehr nach Hause läuft er seiner Tochter Nancy zwar fast über den Weg, in seinem Rausch bemerkt er sie aber dann doch nicht. Als Georgina am nächsten Morgen Nancys Brief findet, eilt sie zusammen mit der Mutter in das Zimmer des Vaters. Dieser liegt – noch angekleidet – im Bett. Nachdem er erfährt, dass Nancy die Familie verlassen hat, ist er vor allem auf Georgina wütend und macht ihr Vorwürfe. Mit den Worten "Ich werde Nancy finden" verlässt er ebenfalls das Haus und die Familie.
Nancy und der Vater bleiben verschwunden. Selbst ein Detektivbüro findet keine Hinweise auf ihren Verbleib und teilt Georgina und ihrer Mutter mit, dass Nancy und der Vater vermutlich tot seien. Aus Kummer über diese Nachricht stirbt Georginas Mutter. Georgina verkauft daraufhin das Herrenhaus in Devon und zieht nach London. Bei einem Wochenendausflug an die Themse trifft sie Robin Field wieder, der Georgina erneut für Nancy hält. Georgina lässt ihn in dem Glauben und spielt die Rolle als Nancy weiter. Trotzdem kommen ihr Skrupel wegen dieses "Betrugs" an ihrer Schwester und an Robin, den sie selbst aufrichtig liebt.
Als Georgina sich mit ihrem Anwalt hinsichtlich der Suche nach ihrer Schwester und ihrem Vater bespricht, kommt der befreundete Louis Chadwick vorbei, ein Kommilitone von Robin, um sich für eine Reise zu verabschieden. Er fährt nach Paris. Im Nachtclub "Zur lachenden Katze" in Paris werden neue Gäste mit einem eigentümlichen Ritual begrüßt: Wenn sie den Nachtclub betreten, werden sie von den anderen Gästen mit dem Ausruf "Verschwinde!" empfangen. Wenn sie dieser Ausruf unbeeindruckt lässt, können sie bleiben. Die wahre Nancy arbeitet mittlerweile in dem Nachtclub. Sie singt dort und ist zur passionierten Spielerin geworden.
Kurz darauf betritt ein abgerissener und offenbar verwirrter Bettler den Club. Die Gäste lassen ihn ohne das Passwort gewähren. Der Bettler sucht offenbar etwas: es handelt sich um Nancys und Georginas Vater, der immer noch seine Tochter sucht. Auch Chadwick kommt in die "Lachende Katze", reagiert nach dem Passwort richtig und wird von einer Gruppe junger Leute begeistert aufgenommen. Von Freunden wird er auf den "Star" des Clubs aufmerksam gemacht – Nancy.
Zurück in London trifft sich Louis Chadwick mit Robin Fields. Robin erzählt, dass er "Nancy", also eigentlich Georgina, die er für Nancy hält, heiraten möchte, sobald sie vom Land zurückgekehrt ist. Louis eröffnet seinem Kommilitonen nun seine Entdeckung und versucht, ihm die Hochzeit mit der "verruchten" Nancy auszureden. Georgina wird zufällig Zeugin dieses Gesprächs. Robin beschließt, zusammen mit Louis nach Paris zu fahren und Nancy zu finden. Unterdessen ist auch Georgina nach Paris gereist, um in der "Lachenden Katze" nach ihrer Zwillingsschwester zu suchen. Dabei trifft sie ihren Vater wieder.

## Produktion und Veröffentlichung
The White Shadow war der zweite von insgesamt fünf Filmen, in denen Hitchcock Cutts in verschiedenen Funktionen assistiert hatte. Die Dreharbeiten schlossen sich im Sommer 1923 nahtlos an die Arbeiten zu dem Film Weib gegen Weib an, für den die Produzenten Michael Balcon und Victor Saville den US-amerikanischen Filmstar Betty Compson engagiert hatten. Wie auch Weib gegen Weib basiert The White Shadow auf einer Vorlage von Michael Morton, der britische Schauspieler Clive Brook agierte erneut an Compsons Seite.
Nachdem sich Weib gegen Weib als ein großer Publikumserfolg erwiesen hatte, wurde The White Shadow beworben mit dem Versprechen: „Derselbe Star, Produzent, Autor, Held, Kameramann, Szenenbildner, Stab, dasselbe Studio und derselbe Verleih wie bei Weib gegen Weib“. Der Film konnte aber nicht die Einspielergebnisse von Weib gegen Weib wiederholen, und erwies sich als ein finanzieller Reinfall. Zeitgenössische Filmkritiker monierten bei der Uraufführung im Februar 1924 vor allem die Schwäche der Story, auch wenn nach Ansicht des Kritikers der Times die schauspielerischen Leistungen von Betty Compson und Clive Brooks exzellent und die Inszenierung clever seien.
Vor allem der Misserfolg von The White Shadow trug dazu bei, dass 1924 der Produktionsvertrag zwischen dem Filmverleiher und -finanzier C. M. Woolf und Balcon, Freedman & Saville aufgelöst wurde. Michael Balcon gründete daraufhin die Filmproduktionsgesellschaft Gainsborough Pictures, bei der die letzten beiden Kooperationen von Cutts und Hitchcock sowie Hitchcocks erste eigene Regiearbeiten veröffentlicht wurden.

## Wiederentdeckung des Films
Wie auch Weib gegen Weib galt The White Shadow als ein verschollener Film. Im August 2011 gab das New Zealand Film Archive  bekannt, dass die drei ersten Rollen des Films im Bestand des Filmarchivs entdeckt wurden. Sie gehörten zu einer Reihe bislang unidentifizierter amerikanischer Nitratfilme, die aus der Sammlung des 1989 verstorbenen neuseeländischen Filmvorführers Jack Murtagh stammten. Auch wenn der Film ursprünglich sechs Rollen umfasst hatte, könne gemäß der National Society of Film Critics der wiederentdeckte Teil einen guten Eindruck von der Struktur und dem Inhalt des Films geben.
Die gefundenen Rollen werden von Park Road Post Production in Neuseeland konserviert und restauriert. Von dem neuen Filmmaster sollen Kopien für die fünf amerikanischen Filminstitutionen, die an der Sichtung und Konservierung des neuseeländischen Filmarchivs beteiligt werden, erstellt werden. Eine weitere Kopie soll an das British Film Institute gehen, das ein eigenes Programm zur Rettung der frühen Filme Hitchcocks gestartet hatte. Für den Herbst 2013 wurde eine DVD-Veröffentlichung durch die National Film Preservation Foundation angekündigt.
Die Fragmente von The White Shadow gelten als die ältesten erhaltenen Filmaufnahmen, an denen Alfred Hitchcock mitgewirkt hatte.